# ICC World Cricket League Division Three 2009
Die  ICC World Cricket League Division Three 2009 war die zweite Ausgabe dieses One-Day-Cricket-Wettbewerbes und fand zwischen dem 24. und 31. Januar 2009 in Argentinien statt. Das Wettbewerb war Teil der ICC World Cricket League 2007–09. Es diente auch als Qualifikationsturnier für den ICC Cricket World Cup Qualifier 2009. Afghanistan gewann die Division und qualifizierten sich zusammen mit Uganda für den ICC Cricket World Cup Qualifier 2009 in Südafrika.

## Teilnehmer
An dem Turnier haben insgesamt 6 Mannschaften teilgenommen. Davon qualifizierten sich die zwei Absteiger der ICC World Cricket League Division Two 2007:
| - Argentinien | - Uganda |

Vom Turnier der dritten Division der World Cricket League im Jahr 2007 verblieben:
| - Cayman Islands | - Papua-Neuguinea |

Beim Turnier der vierten Division der World Cricket League im Jahr 2008 qualifizierten sich:
| - Afghanistan | - Hongkong |

## Format
In einer Gruppenphase spielte jedes Team gegen jedes andere. Der Sieger eines Spiels bekam zwei Punkte, für ein Unentschieden oder No Result gab es einen Punkt. Die beiden Gruppenersten qualifizieren sich für den ICC Cricket World Cup Qualifier 2009 und sollten ein Finale bestreiten. Da zwei Spiele der letzten Runde der Vorrunde wiederholt werden mussten, wurden die Platzierungsspiele abgesagt. Die Dritt- und Viertplatzierten bleiben in Division Three und spielen in der ICC World Cricket League Division Three 2011. Die Fünf- und Sechstplatzierten stiegen in die Division Four ab und nahmen an der ICC World Cricket League Division Four 2010 teil.

## Vorrunde
| Division Three  | Sp. | S | N | NR | P | NRR    |
| --------------- | --- | - | - | -- | - | ------ |
| Afghanistan     | 5   | 4 | 1 | 0  | 8 | +0.971 |
| Uganda          | 5   | 4 | 1 | 0  | 8 | +0.768 |
| Papua-Neuguinea | 5   | 4 | 1 | 0  | 8 | +0.665 |
| Hongkong        | 5   | 2 | 3 | 0  | 4 | −0.005 |
| Cayman Islands  | 5   | 1 | 4 | 0  | 2 | −1.384 |
| Argentinien     | 5   | 0 | 5 | 0  | 0 | −1.031 |

| 24. Januar Scorecard | Buenos Aires | Uganda 216-8 (50)          | – | Afghanistan 202 (49.3) |
|                      |              | Uganda gewinnt mit 14 Runs |   |                        |

| 24. Januar Scorecard | Buenos Aires | Cayman Islands 121 (37)               | – | Papua-Neuguinea 122-4 (20.5) |
|                      |              | Papua-Neuguinea gewinnt mit 6 Wickets |   |                              |

| 24. Januar Scorecard | Buenos Aires | Argentinien 107 (48.5)         | – | Hongkong 109-3 (27.2) |
|                      |              | Hongkong gewinnt mit 7 Wickets |   |                       |

| 25. Januar Scorecard | Buenos Aires | Afghanistan 201 (49.5)          | – | Hongkong 188 (48.2) |
|                      |              | Afghanistan gewinnt mit 13 Runs |   |                     |

| 25. Januar Scorecard | Buenos Aires | Papua-Neuguinea 127 (33.5)          | – | Argentinien 106 (44.4) |
|                      |              | Papua-Neuguinea gewinnt mit 21 Runs |   |                        |

| 25. Januar Scorecard | Buenos Aires | Cayman Islands 104 (49.1)    | – | Uganda 105-1 (22.1) |
|                      |              | Uganda gewinnt mit 9 Wickets |   |                     |

| 27. Januar Scorecard | Buenos Aires | Afghanistan 164 (47.4)          | – | Argentinien 145 (46.4) |
|                      |              | Afghanistan gewinnt mit 19 Runs |   |                        |

| 27. Januar Scorecard | Buenos Aires | Hongkong 210 (46.3)          | – | Cayman Islands 161 (48) |
|                      |              | Hongkong gewinnt mit 49 Runs |   |                         |

| 27. Januar Scorecard | Buenos Aires | Papua-Neuguinea 165 (49.5)          | – | Uganda 139 (44.2) |
|                      |              | Papua-Neuguinea gewinnt mit 26 Runs |   |                   |

| 28. Januar Scorecard | Buenos Aires | Papua-Neuguinea 93 (31)           | – | Afghanistan 94-2 (15.4) |
|                      |              | Afghanistan gewinnt mit 8 Wickets |   |                         |

| 28. Januar Scorecard | Buenos Aires | Argentinien 165 (47.2)               | – | Cayman Islands 166-4 (39.1) |
|                      |              | Cayman Islands gewinnt mit 6 Wickets |   |                             |

| 28. Januar Scorecard | Buenos Aires | Uganda 180 (50)          | – | Hongkong 179 (49.4) |
|                      |              | Uganda gewinnt mit 1 Run |   |                     |

| 30. Januar Scorecard | Buenos Aires | Afghanistan 68-5 (31) | – | Cayman Islands 35-2 (7) |
|                      |              | No Result             |   |                         |

| 30. Januar Scorecard | Buenos Aires | Uganda 69-4 (30) | – | Argentinien |
|                      |              | No Result        |   |             |

| 30. Januar Scorecard | Buenos Aires | Hongkong 91 (42.3)            | – | Papua-Neuguinea 90-1 (12.3) |
|                      |              | Hongkong gewinnt mit 100 Runs |   |                             |

| 31. Januar Scorecard | Buenos Aires | Afghanistan 230-8 (50)          | – | Cayman Islands 148 (45) |
|                      |              | Afghanistan gewinnt mit 82 Runs |   |                         |

| 31. Januar Scorecard | Buenos Aires | Uganda 183 (47.4)           | – | Argentinien 83 (33.2) |
|                      |              | Uganda gewinnt mit 100 Runs |   |                       |

## Abschlusstabelle
| Pos | Team            | Anmerkung                                               |
| --- | --------------- | ------------------------------------------------------- |
| 1   | Afghanistan     | Qualifikation zur ICC Cricket World Cup Qualifier 2009  |
| 2   | Uganda          | Qualifikation zur ICC Cricket World Cup Qualifier 2009  |
| 3   | Papua-Neuguinea | Verbleib in ICC World Cricket League Division Four 2010 |
| 4   | Hongkong        | Verbleib in ICC World Cricket League Division Four 2010 |
| 5   | Cayman Islands  | Abstieg zur ICC World Cricket League Division Five 2010 |
| 6   | Argentinien     | Abstieg zur ICC World Cricket League Division Five 2010 |